# Liste der Museen im Landkreis Weißenburg-Gunzenhausen
Die Liste der Museen im Landkreis Weißenburg-Gunzenhausen gibt einen Überblick über aktuelle und ehemalige Museen im Landkreis Weißenburg-Gunzenhausen in Bayern.

## Aktuelle Museen
| Gemeinde             | Name                                       | Kurzbeschreibung | gegründet/ eröffnet | Träger                                              | Standort                                    | Bild           | Link |
| -------------------- | ------------------------------------------ | --- | ------------------- | --------------------------------------------------- | ------------------------------------------- | -------------- | ---- |
| Ellingen             | Kulturzentrum Ostpreußen                   | Das Museum befasst sich mit der ostpreußischen Landeskunde und Kulturgeschichte. | 1981                | Ostpreußische Kulturstiftung                        | Westflügel des Deutschordensschlosses       | weitere Bilder |      |
| Ellingen             | Spielzeugmuseum                            | Das Museum im historischen Torturm zeigt eine umfangreiche Sammlung von Spielsachen aller Art. |                     | Privat                                              | Pleinfelder Tor                             |                |      |
| Gnotzheim            | Kunstgalerie Steinacker                    | Im Hauptgebäude des Schlosses sind Skulpturen und Gemälde des Künstlers Ernst Steinacker ausgestellt, der ab 1983 im Schloss lebte und arbeitete. |                     | Privat                                              | Schloss Spielberg                           | weitere Bilder |      |
| Gunzenhausen         | Archäologisches Museum Gunzenhausen        | Das Museum zeigt Exponate zur Vor- und Frühgeschichte der Region von der Jungsteinzeit bis zum frühen Mittelalter. Thematische Schwerpunkte sind die Römische Kaiserzeit und der Limes. | 4. Okt. 1998        | Stadt Gunzenhausen                                  | Faulstich-Haus am Blasturm                  | weitere Bilder |      |
| Gunzenhausen         | Fossilien- und Steindruck-Museum           | Das vormalige Museum auf dem Maxberg, seit 2005 am neuen Standort Gunzenhausen, beherbergt eine umfassende Fossiliensammlung und veranschaulicht die Entwicklung und Anwendung der Lithografie. | 30. Mai 1959        | Freunde des Fossilien- und Steindruck-Museums e. V. | !549.1118255510.7566525 49.111825 10.756652 |                |      |
| Gunzenhausen         | Weiperter Heimatstuben mit Erzgebirgsschau | In der Heimatstube sind Erinnerungsstücke und erzgebirgische Erzeugnisse aus Weipert, der Patenstadt Gunzenhausens, zu sehen. | 1989 [ 2 ]          |                                                     | Historischer Fachwerkstadel                 |                |      |
| Gunzenhausen         | Stadtmuseum Gunzenhausen                   | Das Stadtmuseum ist auf unbestimmte Zeit geschlossen. | 1921                | Stadt Gunzenhausen                                  | Zocha-Palais                                |                |      |
| Heidenheim           | Heimat- und Hafnermuseum                   | Das Museum im ehemaligen Zehntstadel zeigt Exponate zur Ortsgeschichte und der jahrhundertelang in Heidenheim betriebenen Hafnerkunst. |                     | Markt Heidenheim                                    | Klosterhof                                  |                |      |
| Heidenheim           | Klostermuseum Heidenheim                   | Die Ausstellung befasst sich mit der Klostergeschichte seit dem 8. Jahrhundert, dem Klosterleben und der Vielfalt des christlichen Glaubens. | Juli 2015           | Zweckverband Kloster Heidenheim                     | Kloster Heidenheim                          |                |      |
| Pappenheim           | Historisches Museum auf Burg Pappenheim    | Die Ausstellung im sogenannten Preißingerhaus informiert über die Geschichte Pappenheims vom 8. bis zum 19. Jahrhundert und erinnert an Gottfried Heinrich Graf zu Pappenheim und die Schlacht bei Lützen im Jahr 1632. |                     | Gräflich Pappenheim’sche Verwaltung                 | Burg Pappenheim                             |                |      |
| Pappenheim           | Natur- und Jagdmuseum auf Burg Pappenheim  | In der ehemaligen Kutschenhalle des Marstalls sind neben der Geschichte der gräflichen Jagd die heimische Tierwelt sowie Möbel und Dekoration mit jagdlichen Motiven zu sehen. |                     | Gräflich Pappenheim’sche Verwaltung                 | Burg Pappenheim                             |                |      |
| Pappenheim           | Städtische Galerie                         | Die Galerie zeigt Werke des Pappenheimer Malers Heinrich Wilhelm Mangold und wechselnde Ausstellungen. | 2002                | Kunst- und Kulturverein Pappenheim e. V.            | !548.9347595510.9727305 48.934759 10.97273  |                |      |
| Pleinfeld            | Heimat- und Brauereimuseum                 | Das Museum befasst sich mit der Ortsgeschichte seit dem Mittelalter, einheimischen Handwerksberufen und der Bierherstellung. | 1984                | Markt Pleinfeld                                     | Altes Vogteischloss                         |                |      |
| Solnhofen            | Museum Solnhofen                           | Im PaläoZoo werden Fossilien verschiedener Lebensräume gezeigt, darunter der Urvogel Archaeopteryx und der Raubdinosaurier Sciurumimus. Die Welt in Stein befasst sich mit dem Solnhofener Plattenkalk und der Lithografie. | 1968                | Gemeinde Solnhofen                                  | Rathaus                                     | weitere Bilder |      |
| Treuchtlingen        | Aurnhammer-Sammlung                        | Die Ausstellung zeigt die Geschichte der Unternehmerfamilie Aurnhammer und eine Sammlung von Erzeugnissen der bis Mitte des 20. Jahrhunderts betriebenen Posamenten-Manufaktur. | 23. Sep. 1987       |                                                     | Stadtschloss Treuchtlingen                  |                |      |
| Treuchtlingen        | Museum Treuchtlingen                       | Die Sammlung umfasst mehr als 30.000 Objekte aus der Region, darunter Grabungsfunde aus der Vor- und Frühgeschichte, der Römerzeit und des Mittelalters, sowie Möbelgeschichte und Wohnkultur vom 17. bis zum 20. Jahrhundert. Es finden Sonderausstellungen statt. | 6. Juli 1973        | Stadt Treuchtlingen                                 | Ehemaliges Manufakturgebäude                |                |      |
| Treuchtlingen        | Ortssammlung Wettelsheim                   | Das Museum zeigt Funde aus der Römerzeit und dem Mittelalter, Militaria, handwerkliche und landwirtschaftliche Werkzeuge und Geräte, Trachten sowie Keramikerzeugnisse des 19. und 20. Jahrhunderts aus Wettelsheimer Töpfereien. | 1930                | Verein der Altertumsfreunde Wettelsheim 1924 e. V.  | Wettelsheim                                 |                |      |
| Weißenburg in Bayern | Apothekenmuseum                            | Im früheren Arzneikeller sind Offizin und Laboratorium mit Mobiliar und Arbeitsgeräten aus dem 19. Jahrhundert zu sehen. Eine historische Kräuterkammer ergänzt die Ausstellung. | 1979                | Stiftung Kohl’sche Einhorn-Apotheke                 | Blaues Haus                                 |                |      |
| Weißenburg in Bayern | ReichsstadtMuseum                          | Das Museum befasst sich mit der Geschichte der ehemals Freien Reichsstadt Weißenburg und zeigt Exponate zu Reichsgeschichte und Reichsverfassung, Kunst und Wissenschaft, Stadtgericht, Wirtschafts- und Gesundheitswesen sowie Kirche, Zünfte und Handwerk. Im benachbarten Haus Kaaden informiert eine Ausstellung über Flucht und Vertreibung der deutschstämmigen Bevölkerung aus der Stadt Kaaden an der Eger. | 28. Feb. 1998       | Stadt Weißenburg i.Bay.                             | !549.0312715510.9704855 49.031271 10.970485 |                |      |
| Weißenburg in Bayern | RömerMuseum                                | Das Zweigmuseum der Archäologischen Staatssammlung München zeigt archäologische Funde aus dem Gebiet des Raetischen Limes in Bayern. Im Mittelpunkt der Ausstellung steht der 1979 entdeckte Schatzfund von Weißenburg. | 1983                | Stadt Weißenburg i.Bay.                             | !549.0315765510.9704305 49.031576 10.97043  | weitere Bilder |      |
| Weißenburg in Bayern | Römische Thermen                           | Die 1977 entdeckte, konservierte und teilweise rekonstruierte Thermenanlage kann unter einer Zeltdachkonstruktion besichtigt werden. Grundrisse und Modelle erläutern die Baugeschichte. | 1985                | Stadt Weißenburg i.Bay.                             | !549.0305865510.9586215 49.030586 10.958621 | weitere Bilder |      |